# Yukimura Makoto
Yukimura Makoto (Nhật: 幸村 誠 Hepburn: Hạnh Thôn Thành, sinh ngày 8 tháng 5 năm 1976) là tác giả manga Nhật Bản. Yukimura ra mắt tác phẩm đầu tiên với thể loại khoa học viễn tưởng nặng là manga Planetes, được sêri hóa trong tạp chí Weekly Morning từ năm 1999 đến năm 2004 và được chuyển thể thành 26 tập anime do Sunrise thực hiện. Trước đó, anh làm trợ lý cho Morimura Shin.
Anh hiện đang sản xuất tác phẩm manga Vinland Saga được sêri hóa trong tạp chí Weekly Shōnen Magazine, sau đó là tạp chí Afternoon bởi vì sự chậm trễ trong sản xuất. Tác phẩm của anh nhận được giải Japan Media Arts Festival Grand Prize năm 2009 trong thể loại manga. Năm 2010, anh là khách mời của lễ hội Angoulême International Comics Festival. Sêri cũng nhận được chuyển thể anime do Wit Studio thực hiện.

## Các tác phẩm
- Planetes (1999–2004, sêri hóa trong Weekly Morning, Kodansha)[8][9]
- Sayōnara ga Chikai node (2004, one-shot xuất bản trong Evening, Kodansha)
- Vinland Saga (2005–nay, sêri hóa trong Weekly Shōnen Magazine từ tháng 4 đến tháng 10 năm 2005 và sau đó là tạp chí Afternoon từ tháng 12 năm 2015, Kodansha)[10][11]